# Das Internat – Schule wie vor 50 Jahren
Das Internat – Schule wie vor 50 Jahren war eine Reality-TV-Serie des Schweizer Fernsehens im Sommer 2005.

## Zusammenfassung
Im Film gingen 16 Jugendliche aus der ganzen deutschsprachigen Schweiz für drei Wochen auf die Schatzalp oberhalb von Davos, um zu erleben, wie das Internatsleben vor 50 Jahren war. Vorgegeben war ein klar strukturierter Tagesablauf, viel Schule und Disziplin, wenig Freizeit und keine modernen Gerätschaften.
Am 2. Juli 2005 wurden die 16 ausgesuchten Jugendlichen eingekleidet und frisiert. Die Serie startete am 25. Juli 2005 und fasste jeden Abend das Geschehen des Tages zusammen. Eine Wochenzusammenfassung wurde jeweils am Freitag nach 22:15 Uhr gesendet.
Moderiert wurden die Sendungen von Oliver Bono, assistiert vom historischen Berater Hans Peter Treichler. Der Redaktionsleiter war Thomas Schäppi.

## Veröffentlichungen
Die Orchestermusik zur Sendung wurde auf CD veröffentlicht.

## Sonstiges
Eine ähnliche Fernsehserie war Die harte Schule der 50er Jahre, die ab 19. Mai 2005 im ZDF lief.